# 厚東洋輔
厚東 洋輔（こうとう ようすけ、1945年9月 - ）は、日本の社会学者、大阪大学名誉教授、関西学院大学教授。専攻は、理論社会学・社会学説史。

## 略歴
1970年東京大学社会学科卒業、1974年同大学院社会学研究科後期課程中退。1975年城戸賞受賞。大阪大学人間科学部助教授、1992年「社会認識と想像力」で大阪大学人間科学博士。同人間科学研究科教授。2009年定年退任、名誉教授、関西学院大学教授。

## 著書
- ヴェーバー社会理論の研究 東京大学出版会 1977.10 (現代社会学叢書)
- 社会認識と想像力 ハーベスト社 1991.7
- モダニティの社会学 ポストモダンからグローバリゼーションへ ミネルヴァ書房 2006.2
- グローバリゼーション・インパクト　同時代認識のための社会学理論　ミネルヴァ書房、2011

## 共編著
- 近代性の社会学 構造とゆらぎの視点から 今田高俊共著 放送大学 1992.3
- 人間ウェーバー 人と政治と学問 徳永恂共編 有斐閣 1995.12
- 理論と方法 高坂健次共編 東京大学出版会 1998.12 (講座社会学)
- 社会学のアリーナへ 21世紀社会を読み解く 友枝敏雄共編 東信堂 2007.11

## 翻訳
- 社会的行為の構造 タルコット・パーソンズ 稲上毅共訳 木鐸社 1974
- 経済と社会集団 マックス・ヴェーバー 世界の名著 中央公論社 1975
- 人というカテゴリー マイクル・カリザス他 共訳 紀伊国屋書店 1995.7 (文化人類学叢書)

## 論文
- 国立情報学研究所収録論文 国立情報学研究所